# The Elephant Whisperers
The Elephant Whisperers és una pel·lícula documental índia dirigida per Kartiki Gonsalves. Va ser estrenada el 8 de desembre de 2022 a Netflix.Va guanyar el Premi Oscar en la categoria de millor curtmetratge documental el març de 2023.

## Sinopsi
El documental relata la història de Bomman i Bellie, una parella rural del sud de l'Índia que cria amb èxit a Ragu i a Ammu, dos bebés elefants en el campament de Theppakadu, el qual porta més de cent anys rehabilitant a joves elefants amb la finalitat de preparar-los per a la vida silvestre.

## Recepció
El documental va ser ben rebut per la crítica en general. Romey Norton, del portal Ready Steady Cut, va manifestar: «Durant el seu curt temps de durada, vaig sentir que feia un viatge emocional en este documental. És molt impactant i paga la pena vore'l, sobretot si t'agraden els elefants». La ressenya de la revista Martin Cid va destacar que The Elephant Whisperers «és una delícia de documental per a "canviar el xip" i descobrir altres formes de vida […] Ideal per als qui estimen la vida natural».
El mitjà Outlook India va manifestar: «Amb el teló de fons de la vida en els espais salvatges del sud de l'Índia, The Elephant Whisperers posa en relleu la bellesa de la fauna exòtica, els inoblidables espais salvatges i les persones i animals que comparteixen este espai».